# Omulna
Omulna – (do 1945 niem. Neuhof) osada w Polsce położona w województwie zachodniopomorskim, w powiecie szczecineckim, w gminie Szczecinek.
W wieku XIX powstała w Omulnej domena państwowa, majątek ziemski, którego właścicielem było Państwo Pruskie. W drugiej połowie XIX w. wybudowano tu ceglany dwór, po którego południowej stronie powstał niewielki park krajobrazowy o pow. 1,2 ha.